# Chris Szysky
Chris Szysky (Kanada, Saskatchewan, Regina, 1976. június 8. –) kanadai jégkorongozó.

## Karrier
Komolyabb junior karrierjét a WHL-es Swift Current Broncosban kezdte 1992–1993-ban egy rájátszás mérkőzésen. 1996–1997-ig játszott ebben a csapatban. Legjobb idényében 66 mérkőzésen 58 pontot szerzett. Az 1994-es NHL-drafton a Dallas Stars választotta ki a 11. kör 280. helyén. A National Hockey League-ben sosem játszott. 1997–1999 kötött a kanadai válogatottal járta a világot, valamint részt vehetett az 1999-es jégkorong-világbajnokságon. 1998–1999-ben hat mérkőzésen szerepelt az IHL-es Grand-Rapids Griffinsben. A következő három idényt (1999–2002) ebben a csapatban töllötte. Az utolsó idényben a csapat felkerült az AHL-be. 2002–2003-ban még egy idényre átjött Európába a brit ligába a Sheffield Steelers csapatába. A szezon végén visszavonult.

## Díjai
- Brit-bajnok (BISL): 2003